# کرکس نشسته
کرکس نشسته، وَنَنْد، نَسر واقع یا آلفا شلیاق (α Lyr) (به انگلیسی:Vega) پنجمین ستارهٔ پرنور آسمان شب است. این ستاره زمانی ستارهٔ قطبی زمین بود و در ۱۲۰۰۰ سال دیگر نیز ستارهٔ قطبی خواهد شد، درست همان زمانی که انحراف آن به ‏ 14′ ‎+86° برسد. این ستاره در پیکر آسمانی دیگ‌پایه (شلیاق) قرار گرفته‌است و به همراه دو ستارهٔ دیگر تشکیل مثلث تابستانی را می‌دهند. ونند را در ایران باستان نگهبان دروازه‌ها و گذرگاه‌های رشته‌کوه البرز می‌دانستند.
در سال ۱۹۸۳ توسط ماهواره اخترشناختی فروسرخ (IRAS) کشف شد که این ستاره را هاله‌ای از گرد و غبار فراگرفته که شاید در آینده از آن غبار، سیاره‌هایی تشکیل شوند. کرکس نشسته به طور گسترده‌ای توسط اخترشناسان مورد مطالعه قرار گرفته است و همین موضوع باعث‌شده تا به طور قطعی، این ستاره، تبدیل به دومین ستاره مهم آسمان پس از خورشید باشد. کرکس نشسته اولین ستاره‌ به استثنای خورشید بود که از آن عکس گرفته شد و همچنین، اولین ستاره‌ای بود که طیف آن ثبت شد. کرکس نشسته همچنین یکی از اولین ستاره‌هایی بود که فاصله آن از طریق اندازه‌گیری اختلاف‌منظر تخمین زده‌شد. این ستاره تحت عنوان خط پایه برای کالیبره کردن مقیاس روشنایی شیدسنجی مورد استفاده و کمک قرار می‌گیرد و یکی از اولین ستارگانی بود که برای تعریف نقطهٔ صفر در سیستم فوتومتریک یو‌بی‌وی از آن استفاده شد.